# Trirhithrum bimaculatum
Trirhithrum bimaculatum är en tvåvingeart som först beskrevs av Roder 1885.  Trirhithrum bimaculatum ingår i släktet Trirhithrum och familjen borrflugor. Inga underarter finns listade i Catalogue of Life.